# 東京都立大泉桜高等学校
東京都立大泉桜高等学校（とうきょうとりつ おおいずみさくら こうとうがっこう）は、東京都練馬区大泉町三丁目にある東京都立高等学校。

## 概要
都立の全日制単位制普通科高校。旧大泉学園高校のカリキュラムを引き継いだため、デザイン・美術系や福祉系の科目が充実しており、主な進路として文系私大、美術系・看護系・福祉系の大学・専門学校などを想定している。

## 沿革
- 2004年10月14日 「東京都立学校設置条例の一部を改正する条例」により新設校として設置（事実上は旧・大泉学園高校と旧・大泉北高校の統合）。
- 2005年4月1日 旧・大泉北高校の校地に開校。学科・コース編成は旧・大泉学園高校のものに準じている。また事実上の統合校である両校の学籍簿管理を始めとした事務を引き継いでいる。

## 教育目標
- 社会の変化に対応し、生涯にわたって学び続けることができる主体的な生徒の育成
- 豊かな情操や感性を身につけ、責任感と規範意識を持つ社会に貢献できる生徒の育成
- 自らの在り方生き方を考え、将来への意欲や目的意識を持つ自立した生徒の育成

## 交通
出典 : 
電車
- 西武池袋線大泉学園駅 徒歩25分

バス
| 運行事業者   | 乗車駅     | 系統                         | 下車停留所               |
| ------------ | ---------- | ---------------------------- | ------------------------ |
| 西武バス     | 大泉学園駅 | 泉39・泉39-1・泉39-2・泉39-3 | ｢大泉町四丁目｣、徒歩3分  |
| みどりバス   | 光が丘駅   | 保谷ルート                   | ｢大泉町一丁目｣、徒歩8分  |
| 国際興業バス | 成増駅     | 石03・増16                   | ｢大泉町二丁目｣、徒歩12分 |